# آرسن داوتیان
آرسن گریگوری داوتیان (ارمنی: Արսեն Գրիգորի Դավթյան؛ زادهٔ ۱۳ ژوئیهٔ ۱۹۵۳) یک  سیاستمدار اهل ارمنستان است که از تاریخ ۱۹۹۰ تا تاریخ ۱۹۹۵ سمت نمایندگی دوره اول شورای عالی جمهوری ارمنستان را برعهده داشت.

## زندگی‌نامه
در 	۱۳ ژوئیهٔ ۱۹۵۳ در ارمنستان به دنیا آمد . 